# SNX20
SNX20 (англ. Sorting nexin 20) – білок, який кодується однойменним геном, розташованим у людей на 16-й хромосомі. Довжина поліпептидного ланцюга білка становить 316 амінокислот, а молекулярна маса — 36 178.
| 10         |  | 20         |  | 30         |  | 40         |  | 50         |
| ---------- |  | ---------- |  | ---------- |  | ---------- |  | ---------- |
| MASPEHPGSP |  | GCMGPITQCT |  | ARTQQEAPAT |  | GPDLPHPGPD |  | GHLDTHSGLS |
| SNSSMTTREL |  | QQYWQNQKCR |  | WKHVKLLFEI |  | ASARIEERKV |  | SKFVVYQIIV |
| IQTGSFDNNK |  | AVLERRYSDF |  | AKLQKALLKT |  | FREEIEDVEF |  | PRKHLTGNFA |
| EEMICERRRA |  | LQEYLGLLYA |  | IRCVRRSREF |  | LDFLTRPELR |  | EAFGCLRAGQ |
| YPRALELLLR |  | VLPLQEKLTA |  | HCPAAAVPAL |  | CAVLLCHRDL |  | DRPAEAFAAG |
| ERALQRLQAR |  | EGHRYYAPLL |  | DAMVRLAYAL |  | GKDFVTLQER |  | LEESQLRRPT |
| PRGITLKELT |  | VREYLH     |  |            |  |            |  |            |

A: Аланін

C: Цистеїн

D: Аспарагінова кислота

E: Глутамінова кислота

F: Фенілаланін

G: Гліцин

H: Гістидин

I: Ізолейцин

K: Лізин

L: Лейцин

M: Метіонін

N: Аспарагін

P: Пролін

Q: Глутамін

R: Аргінін

S: Серин

T: Треонін

V: Валін

W: Триптофан

Кодований геном білок за функцією належить до фосфопротеїнів. 
Задіяний у таких біологічних процесах, як транспорт, транспорт білків, альтернативний сплайсинг. 
Білок має сайт для зв'язування з ліпідами. 
Локалізований у клітинній мембрані, цитоплазмі, ядрі, мембрані, ендосомах.